# Caluga rupicola
Genre
Espèce
Caluga rupicola, unique représentant du genre Caluga, est une espèce d'opilions eupnois de la famille des Sclerosomatidae.

## Distribution
Cette espèce est endémique du Pérou.

## Publication originale
- Roewer, 1959 : « Neotropische Arachnida Arthrogastra zumeist aus Peru, IV. » Senckenbergiana biologica, vol. 40, p. 69–87.